# Studium in Israel
Studium in Israel e. V. (hebräisch של"ב für שנת לימודים בישראל) ist der inhaltliche und organisatorische Träger eines renommierten Studienprogrammes zur Förderung des christlich-jüdischen Dialogs. Das Studienprogramm sendet seit 1978 Studierende der Theologie verschiedener Konfessionen zum Studium an die Hebräische Universität Jerusalem / Israel, um dort jüdisches Denken und Leben aus eigener Anschauung zu erleben. Im Jahr 2006 kam ein Fortbildungsprogramm für kirchliche und kirchennahe Bedienstete hinzu. Ebenfalls seit 2006 ist „Studium in Israel e. V.“ Bestandteil der Bildungsarbeit in Jerusalem der Evangelischen Kirche in Deutschland (EKD), die seitdem auch finanzieller Hauptträger der Programme ist.

## Geschichte
Das Studienprogramm „Studium in Israel“ verdankt sich Anstößen aus der Arbeit der „Arbeitsgemeinschaft Juden und Christen“ beim Deutschen Evangelischen Kirchentag und der „Studienkommission Kirche und Judentum der EKD“. Auf die Initiative von Peter von der Osten-Sacken, Rolf Rendtorff, Martin Stöhr und Michael Krupp hin wurde 1978 das Studienprogramm „Studium in Israel“ aus der Taufe gehoben. Seit damals wurden und werden – mit nur einer einjährigen Unterbrechung im Studienjahr 2002/03 aufgrund der Zweiten Intifada und im Studienjahr 2020/21 aufgrund der Corona-Pandemie – jährlich bis zu 20 Studierende der Theologie unterschiedlicher Konfessionen nach Jerusalem entsandt. Studieninhalte sind die hebräische Sprache sowie jüdische Bibelauslegung in Form von Talmud und Midrasch, zudem – im akademischen Begleitprogramm – theologische Fragen des christlich-jüdischen Gesprächs und Facetten des gegenwärtigen Judentums im religionspluralen Kontext Jerusalems. Im Jahr 2006 kam unter dem Titel „Theologische Fortbildung in Jerusalem“ ein Programm zur Fortbildung von kirchlichen und kirchennahen Berufstätigen hinzu.

## Zielsetzung
„Studium in Israel“ hat sich zum Ziel gesetzt, den christlich-jüdischen Dialog in Theologie und Kirche zu befördern und voranzutreiben, wie auch ein Einführungstext der Homepage verdeutlicht:

„Abgrenzung und Vorurteile haben über lange Zeit christliche Lehre und kirchliches Verhalten gegenüber Juden bestimmt. Erst nach dem millionenfachen Mord am jüdischen Volk durch Nazi-Deutschland hat hier ein Umdenken eingesetzt. ‚Studium in Israel‘ bemüht sich um eine Theologie nach der Shoa, deren Auslegung von Bibel und Bekenntnis von Judenfeindschaft frei ist und die um ihre bleibende Angewiesenheit auf das Judentum weiß. Judenmission wird von ‚Studium in Israel‘ dezidiert nicht vertreten.“

## Struktur
Die Verantwortung für die Studien- und Fortbildungsprogramme liegt bei dem gemeinnützigen Verein „Studium in Israel e. V.“, der überwiegend von Absolventen des Studienprogramms getragen wird. Die Mitgliederversammlung des Vereins findet einmal jährlich im Zusammenhang mit einer thematischen Jahrestagung statt. Von ihr werden die Mitglieder des Arbeitskreises und des Vorstandes gewählt. Im Arbeitskreis von „Studium in Israel e. V.“ sind Vertreter von Hochschule und Kirche sowie Absolventen des Studienjahres vertreten. Er verantwortet die konzeptionelle Gestaltung des Studien- und des Fortbildungsprogramms und wählt die Teilnehmer des jeweiligen Studienjahres aus. Geschäftsführend tätig ist der fünfköpfige Vorstand, derzeit unter dem Vorsitz von Alexander Deeg (Theologe). Ein Kuratorium unterstützt die Ziele des Arbeitskreises. Der Verein finanziert seine Arbeit durch Mitgliedsbeiträge und Spenden.

## Auszeichnungen
- 1988 Buber-Rosenzweig-Medaille des Deutschen Koordinierungsrates der Gesellschaften für Christlich-Jüdische Zusammenarbeit[2]
- 1997 ICCJ International Sir Sigmund Sternberg Award des International Council of Christians and Jews[3]
- 2017 Edith-Stein-Preis[4]